# Miguel San Andrés
Miguel San Andrés Castro (? - Pamplona, 15 de junio de 1940) fue un político republicano español.
Miembro del Partido Republicano Radical Socialista, en las elecciones a Cortes Constituyentes de 1931 resultó elegido en la candidatura de la conjunción republicano-socialista por Valencia capital. No lo fue en las de 1933, pero recuperó el escaño en las elecciones de febrero de 1936 como diputado por la misma circunscripción por Izquierda Republicana, en la candidatura del Frente Popular.
Durante la Guerra Civil ocupó diversos puestos en la administración en Madrid, como el de presidente de la Junta de Espectáculos, siendo también director de Política, el diario oficial de Izquierda Republicana. En marzo de 1939 fue el portavoz del Consejo Nacional de Defensa y titular de justicia tras el golpe de Estado de Segismundo Casado. Junto con Besteiro, San Andrés permaneció en España una vez terminada la guerra. Fue detenido por los franquistas en Valencia, convaleciente de grave enfermedad, condenado a muerte, aunque posteriormente fue indultado, muriendo en el fuerte de San Cristóbal de Pamplona en circunstancias similares a las de Julián Besteiro.